# Mother (telenovela, 2016)
Pour les articles homonymes, voir Mother.
Mother (Anne) est une telenovela turque produite par MedYapım et MF Yapim et diffusée par entre le 25 octobre 2016 et le 20 juin 2017 sur Star TV.
C'est une adaptation d'une série japonaise Mother.
En France, le feuilleton a été remonté en 85 épisodes de 45 minutes et diffusé entre le 23 décembre 2022 au 20 avril 2023 et les rediffusions du 29 juin 2024 au 19 octobre 2024 sur Novelas TV.

## Synopsis
Zeynep Güneş (Cansu Dere) est enseignante dans une école primaire de la ville de Bandırma en Turquie. Elle s’aperçoit qu’une de ses élèves, Melek (Beren Gökyıldız), est victime de maltraitance de la part de sa mère, Sule (Gonca Vuslateri) et de son petit ami Cengiz (Berkay Ateş). Lorsque Zeynep prend conscience que personne ne fera rien pour aider Melek, elle décide de prendre les choses en main. Elle va ainsi simuler la mort de Melek, la kidnapper et l’emmèner à Istanbul. Zeynep veut à tout prix protéger Melek en endossant le rôle de mère de cœur. Lorsque Şule et Cengiz découvrent que Melek est toujours en vie, la situation prend une tout autre tournure… Mais Zeynep refuse d’abandonner Melek.

## Distribution
- Cansu Dere (VF : Heloise Chettle) : Zeynep Güneş
- Vahide Perçin (VF : Soraya Daid) : Gönül Aslan/ Sakar Teyze
- Beren Gökyıldız (VF : Romane Vallée) : Melek Akçay/ Turna Güneş
- Gonca Vuslateri (VF : Sandrine Benitez) : Şule Akçay
- Berkay Ateş (VF : Mickaël Lancri) : Cengiz Yıldız
- Gülenay Kalkan (VF : Claire Darnel) : Cahide Güneş
- Can Nergis (VF : Tangi Colombel) : Ali Arhan
- Serhat Teoman (VF: Julien Chettle): Sinan Demir
- Şükrü Türen : Arif
- Alize Gördüm (VF : Céline Hakoun) : Gamze Güneş
- Ahsen Eroğlu (VF : Noëlle Bullrich) : Duru Güneş
- Umut Yiğit Vanlı : Sarp
- Onur Dikmen : Rıfat
- Erdi Bolat : Ramo
- Ali Süreyya : Mert
- Meral Çetinkaya : Mrs. Zeynep Aslan
- Zuhal Gencer Erkaya : Saniye
- Arzu Oruç : Dilara
- Ayşegül İşsever : Serap

## Version française
La version française est assurée par Universal Cinergia, à Miami. Les adaptations sont signées par un pool d'auteurs dont David Sauvage, Tangi Colombel, Héloïse Chettle...

## Récompenses et nominations
| Année | Award                   | Catégorie          | Nommés          | Résultat | Ref.  |
| ----- | ----------------------- | ------------------ | --------------- | -------- | ----- |
| 2017  | Tokyo Drama Awards      | Special Award      | Mother          | Gagnant  | [ 3 ] |
| 2017  | Golden Butterfly Awards | Best Child Actress | Beren Gökyıldız | Gagnante | [ 4 ] |

## Audiences
Lors de sa première en Turquie, Mother a obtenu une moyenne de 6,72 points d'audience en devenant rapidement l'une des séries les plus regardées de l'époque et bien accueillie par le public. 
Dans son troisième chapitre, son audience a considérablement augmenté, atteignant en moyenne 10,78 points et une part d'écran de 25,31 %, devenant ainsi la plus regardée de la journée. 
Le succès de la série signifiait également le retour réussi de Cansu Dere à la télévision turque après une longue pause.
Dans d'autres pays comme le Chili, elle a établi un record d'audience et est devenue la quatrième série turque la plus réussie de ce pays derrière seulement Binbir Gece, Fatmagul et Sila.
En Argentine, il est devenu le deuxième programme le plus important sur Telefe depuis 2004, n'étant dépassé que par Cien días para enamorarse diffusé sur le même réseau. Pour le septième mois consécutif, cela a fait de Telefe la chaîne de télévision argentine la plus regardée dans ce pays, avec une cote d'audience moyenne de 8,1 points et une part d'écran de 35,1%.

## Diffusion internationale
| Pays               | Chaine                    | Première diffusion |
| ------------------ | ------------------------- | ------------------ |
| Hongrie            | TV2                       | 2020               |
| Japon              | BS Nippon TV              | 2020               |
| Bosnie-Herzégovine | Hayat TV ATV              | 2017-2018          |
| Serbie             | PrvaPrva World            | 2017               |
| Monténégro         | Prva CG                   | 2017               |
| Bulgarie           | bTV Lady bTV              | 2018 2019          |
| Costa Rica         | Teletica canal 7          | 2018               |
| Slovénie           | Planet TV                 | 2017-2018          |
| Israël             | Viva (Israeli TV channel) | 2018               |
| Grèce              | ANT1 TV                   | 2018               |
| Albanie            | TV KLAN                   | 2017               |
| Ukraine            | 1+1                       | 2018               |
| Chili              | Mega                      | 2018               |
| Pérou              | Latina                    | 2018               |
| Iran               | Gem Tv                    | 2017               |
| Afghanistan        | Tolo tv                   | 2019               |
| Russie             | Домашний                  | 2021               |
| Portugal           | SIC Mulher                | 2022               |
| France             | Novelas TV                | 2022-2023-2024     |
| Maroc              | 2M                        | prévue             |
| Algérie            | Canal Algérie             | prévue             |